# Saint-Maurice-lès-Châteauneuf
Saint-Maurice-lès-Châteauneuf és un municipi francès situat al departament de Saona i Loira i a la regió de Borgonya - Franc Comtat. L'any 2009 tenia 581 habitants.

## Història
| Data d'elecció                           | Identitat       | Partit | Qualitat |
| ---------------------------------------- | --------------- | ------ | -------- |
| 1977-2008                                | Auguste Lavenir |        |          |
| 2008-                                    | Roland Basseuil |        |          |
| les dades anteriors no són pas conegudes |                 |        |          |
|                                          |                 |        |          |

## Demografia
| A partir de 1990: Població sense dobles comptes |